# Abaz Çelkupa
Abaz Dilaver Çelkupa też jako: Abaz Efendi Çelkupa (ur. 1851 w Durrës, zm. w marcu 1926 tamże) – albański urzędnik, polityk i działacz społeczny, jeden z sygnatariuszy Albańskiej Deklaracji Niepodległości.

## Życiorys
W czasach osmańskich pracował jako urzędnik w urzędzie celnym w Durrës. W 1905 współpracę ze środowiskiem albańskich działaczy narodowych. Działał w organizacjach Vllaznia i w powstałym w 1908 towarzystwie Bashkimi. Po aresztowaniu w 1910 Nikollë Kacorriego przez władze osmańskie zaangażował się w działania na rzecz jego uwolnienia. 
W 1912 wspierał działania powstańców, występujących przeciwko władzy osmańskiej w środkowej Albanii. W listopadzie 1912 był delegatem Durrës do Zgromadzenia Narodowego we Wlorze, które proklamowało Deklarację Niepodległości. Jego podpis widnieje na deklaracji niepodległości (jako Abas Dilaver). W 1913 był jednym z organizatorów kongresu albańskich działaczy narodowych w Krui. Po ucieczce księcia Wilhelma von Wieda z Albanii i przejęciu władzy w Durrës przez powstańców Haxhi Qamiliego, Çelkupa opuścił swój dom szukając schronienia w Ulcinju, a następnie w Szkodrze. W latach 1916-1918 mieszkał w Krui, skąd w 1918 powrócił do Durrës. W 1924 wspierał swoim autorytetem rząd powołany przez Fana Noliego.
Imię Abaza Çelkupy nosi jedna z ulic w Durrës.